# Британска Девичанска Острва на Светском првенству у атлетици на отвореном 2023.
Британска Девичанска Острва су учествовала на 19. Светском првенству у атлетици на отвореном 2023. одржаном у Будимпешти од 19. до 27. августа деветнаести пут, односно, учествовала су на свим првенствима до данас. Репрезентацију Британских Девичанских Острва представљала су 3 такмичара (2 мушкарца и 1 жена) који су се такмичили у 3 дисциплине (2 мушке и 1 женска). , 
На овом првенству Британска Девичанска Острва су по броју освојених медаља делила 27. место са 1 освојеном медаљом (1 сребрна). У табели успешности према броју и пласману такмичара који су учествовали у финалним такмичењима (првих 8 такмичара) Британска Девичанска Острва је са 1 учесником у финалу делила је 49. место са 7 бодова.
| Плас. | Земља     | 1. место | 2. место | 3. место | 4. место | 5. место | 6. место | 7. место | 8. место | Бр. финал. | Бод. |
| ----- | --------- | -------- | -------- | -------- | -------- | -------- | -------- | -------- | -------- | ---------- | ---- |
| =49.  | Француска | 0        | 1        | 0        | 0        | 0        | 0        | 0        | 0        | 1          | 7    |

## Учесници
| Мушкарци: - Рикои Братвејт — 100 м - Кирон Макмастер — 400 м препоне | Жене - Адејах Ходге — 200 м |

## Резултати

### Мушкарци
| Атлетичар       | Дисциплина    | Лични рекорд | Квалификације  | Квалификације | Полуфинале           | Полуфинале           | Финале               | Финале       | Детаљи |
| Атлетичар       | Дисциплина    | Лични рекорд | Резултат       | Место         | Резултат             | Место                | Резултат             | Место        | Детаљи |
| --------------- | ------------- | ------------ | -------------- | ------------- | -------------------- | -------------------- | -------------------- | ------------ | ------ |
| Рикои Братвејт  | 100 м         | 10,09        | 10,18(.179)    | 5. у гр. 6    | Није се квалификовао | Није се квалификовао | Није се квалификовао | 26 / 55 (56) |        |
| Кирон Макмастер | 400 м препоне | 47,08 НР     | 48,47(.464) КВ | 1. у гр. 2    | 47,72 КВ             | 1. у гр. 1           | 47,34                |              |        |

### Жене
| Атлетичарка  | Дисциплина | Лични рекорд | Квалификације | Квалификације | Полуфинале | Полуфинале | Финале                | Финале       | Детаљи |
| Атлетичарка  | Дисциплина | Лични рекорд | Резултат      | Место         | Резултат   | Место      | Резултат              | Место        | Детаљи |
| ------------ | ---------- | ------------ | ------------- | ------------- | ---------- | ---------- | --------------------- | ------------ | ------ |
| Адејах Ходге | 200 м      | 22,33        | 22,82 кв      | 3. у гр. 3    | 22,96      | 7. у гр. 2 | Није се квалификовала | 20 / 44 (45) |        |